# Karl-Eerik Luigend
Karl-Eerik Luigend (* 15. Januar 1993 in Tallinn) ist ein estnischer ehemaliger Fußballspieler, der zuletzt bei Paide Linnameeskond in der estnischen Meistriliiga unter Vertrag stand. Als Kapitän führte er die estnischen U-19-Junioren während der U-19 Europameisterschaft 2012 in seinem Heimatland.

## Karriere

### Verein
Karl-Eerik Luigend spielte zunächst Schach und gewann für Estland im Alter von zehn Jahren eine Silbermedaille bei der Schach-WM, ehe er seine Fußballkarriere beim FCF Kesklinn aus dem Tallinner Stadtteil Kesklinn begann. Von dort aus kam er im Jahr 2006 zum estnischen Rekordmeister FC Flora Tallinn in deren Jugend. Im Jahr 2009 wechselte Luigend von Flora zum JK Tulevik Viljandi wo dieser zunächst in der Reservemannschaft in der Esiliiga, der zweithöchsten Spielklasse in Estland zum Einsatz kam. In Viljandi konnte sich Luigend in der Spielzeit 2010 einen Stammplatz in der Kampfmannschaft sichern. Von dort aus kehrte er zu Beginn der neuen Saison 2011 zu seinem Stammverein zurück. Mit 10 Einsätzen in der Liga konnte Luigend zur gewonnenen Meisterschaft beitragen. Mit dem Sieg im Pokal und Supercup konnte er mit Flora gleich im ersten Jahr das Triple gewinnen. In der neuen Spielzeit 2012 konnte er mit Flora im Spiel um den Supercup diesen erfolgreich verteidigen. Gegen den JK Trans Narva kam er während der zweiten Spielhälfte für Meelis Peitre auf das Feld.

### Nationalmannschaft
Karl-Eerik Luigend spielt seit der U-16-International für Estland. Über die U-17 kam er im Januar 2010 gegen Portugal zu seinem Debüt in Estlands U-19 Auswahl. Mit der U-19 nahm erstmals eine Estnische Fußballnationalmannschaft an einem FIFA-Turnier teil; Luigend Kapitän der Mannschaft führte diese bei der U-19 Europameisterschaft, bei allen drei Gruppenspielen gegen Portugal, Griechenland und Spanien, und spielte über die gesamte Spieldauer. Nach drei Niederlagen in der  Vorrunde schied die Mannschaft allerdings aus.

## Erfolge
- Estnischer Meister: 2011
- Estnischer Pokalsieger: 2010/11, 2012/13
- Estnischer Supercupsieger: 2011, 2012